# La Cuadra Centauro

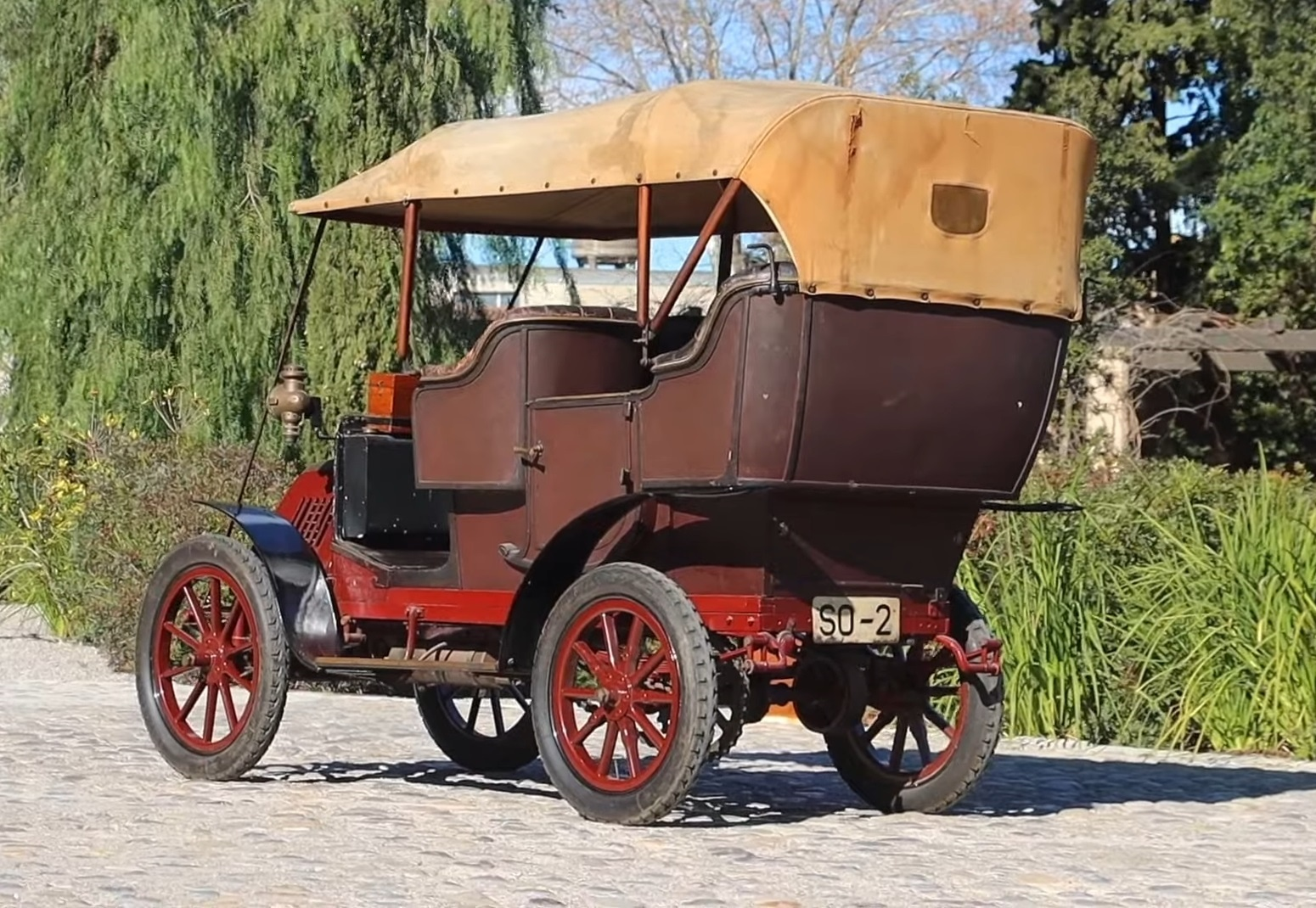
Parte trasera del La Cuadra Centauro 7,5 HP.

El La Cuadra Centauro fue el único automóvil de turismo con motor de explosión producido por el fabricante La Cuadra de Barcelona —el primer fabricante de automóviles de la península ibérica—.
Fue fabricado entre 1900 y 1901; la empresa lo desarrolló después de varios fracasos con automóviles eléctricos. Fueron producidas dos versiones del Centauro: una con 4,5 HP y otra con 7,5 HP. Sus motores fueron diseñados por el ingeniero suizo Marc Birkigt.

## Chasis y carrocería
El Centauro estaba disponible con dos carrocerías faetón; una era biplaza sin puertas y la otra era de cuatro plazas sin puertas delanteras y con dos puertas traseras.
El chasis era de forma rectangular, con 2.100 mm de largo y 720 mm de ancho, fabricado con hierro angular de 40 mm, que además estaba reforzado con madera.

## Mecánica

### Motores
Los motores del La Cuadra Centauro eran de 2 cilindros, refrigerados por agua, con bomba y radiador de serpentín. El motor se instaló en la parte delantera del chasis y proporcionaba tracción al eje trasero mediante una cadena única, con diferencial.
El motor bicilíndrico del Centauro 4,5 HP tenía un diámetro de 80 mm y una carrera de 90 mm. Tenía una cilindrada de 905 cm³ y la potencia que desarrollaba era de 4,5 HP (5 CV).
El motor del Centauro 7,5 HP tenía 80 mm de diámetro y 110 mm de carrera. Su cilindrada era de 1106 cm³, y desarrollaba una potencia algo superior a la de la versión anterior; 7,5 HP (8 CV).

### Caja de cambios
La caja de cambios del Centauro tenía tres marchas hacia delante (con el mando debajo del volante) y marcha atrás (esta última se accionaba con una palanca instalada en el suelo), y el embrague tenía un cono de fricción.

### Suspensión y frenos
El Centauro tenía una suspensión con cuatro ballestas semielípticas longitudinales, dos en cada eje. Los frenos eran de tambor, sobre el eje de la transmisión.

## Producción y ventas
Las cifras de producción fueron muy bajas; la empresa había planeado producir 6 unidades del Centauro, pero no se sabe exactamente cuantas se fabricaron.
Un Centauro con motor de 4,5 HP fue vendido al empresario catalán Francisco Seix (uno de los fundadores de Hispano-Suiza), y otro coche fue vendido a Juan Pellisó y fue el primer vehículo que se matriculó en la provincia de Lérida.
Sólo se ha conservado un automóvil con el motor de 7,5 HP, que fue matriculado en la provincia de Soria con la matrícula española SO-2. El primer propietario fue Javier Olozábal Ramey. Miguel Mateu descubrió el vehículo a finales de los años 1920 y lo compró. Sigue siendo propiedad de la familia Mateu, y ha participado en el Rally de Sitges de automóviles antiguos.